# Manfred Lachs
Manfred Lachs (ur. 21 kwietnia 1914 w Stanisławowie, zm. 14 stycznia 1993 w Hadze) – polski prawnik i dyplomata światowej sławy pochodzenia żydowskiego, sędzia i przewodniczący Międzynarodowego Trybunału Sprawiedliwości w Hadze.

## Życiorys
Jego rodzicami byli adwokat Ignacy Lachs i nauczycielka angielskiego Sophie Lachs. Urodził się w Stanisławowie, który w tym czasie należał do Austro-Węgier. W latach 1932–1934 uczył się dyplomacji w Akademii Konsularnej w Wiedniu. W latach 1934–1936 studiował prawo na Wydziale Prawa Uniwersytetu Jagiellońskiego. W 1937 uzyskał stopień doktora praw Uniwersytetu Jagiellońskiego. W latach 1938–1939 uzupełniał wykształcenie w Wiedniu i na Uniwersytecie w Nancy, gdzie w 1939 uzyskał kolejny tytuł doktora nauk. Następnie przeniósł się do Wielkiej Brytanii, gdzie studiował na Uniwersytecie Cambridge i w London School of Economics. Lata II wojny światowej przeżył w Wielkiej Brytanii. Oprócz polskiego znał biegle w mowie i piśmie również angielski, francuski, niemiecki i rosyjski. Był współpracownikiem Rządu Rzeczypospolitej Polskiej na uchodźstwie w Londynie. W latach 1946–1947 był radcą prawnym delegacji polskiej na Konferencję Pokojową w Paryżu, przygotowującą traktaty pokojowe z Bułgarią, Finlandią, Rumunią, Węgrami i Włochami. Od 1952 był profesorem prawa międzynarodowego na Uniwersytecie Warszawskim. Wniósł duży wkład w rozwój prawa międzynarodowego po II wojnie światowej. W latach 1962–1966 był przewodniczącym Podkomitetu Prawnego (ang. Legal Sub-Committee) Komitetu ONZ ds. Pokojowego Wykorzystania Przestrzeni Kosmicznej (ang. Committee of Peaceful Uses of Outer Space – COPUOS). Był członkiem polskiej delegacji na Zgromadzeniu Ogólnym ONZ oraz sędzią Międzynarodowego Trybunału Sprawiedliwości w latach 1967–1993 (najdłużej w historii). W okresie od 1973 do 1976 pełnił funkcję przewodniczącego Międzynarodowego Trybunału Sprawiedliwości.
W latach 1949, 1951 i 1955 był wybierany na przewodniczącego Komisji Prawnej (ang. Legal Committee) Zgromadzenia Ogólnego Narodów Zjednoczonych (ang. United Nations General Assembly), a w 1952 roku był jej wiceprzewodniczącym. Był przewodniczącym specjalnej komisji do spraw pokojowego wykorzystania energii jądrowej. Wiceprezydent Haskiej Akademii Prawa Międzynarodowego. Członek Rady Konsultacyjnej.
W 1960 został członkiem korespondentem Polskiej Akademii Nauk. W latach 1961–1967 był dyrektorem Instytutu Nauk Prawnych PAN. W 1973 został członkiem rzeczywistym PAN.
W 1988 Uniwersytet Śląski przyznał mu tytuł doktora honoris causa. Poza tym doktor honoris causa uniwersytetów w Algierze, Brukseli, Budapeszcie, Bukareszcie, Halifax, Helsinkach, Londynie, Nowym Delhi, Nowym Jorku, Nicei, Southampton, Sofii, Waszyngtonie i innych.
Laureat nagrody ONZ dla wyróżniającego się w świecie prawnika (1975).
Pochowany na cmentarzu Powązki Wojskowe w Warszawie (kwatera A3 tuje-1-24).

## Życie prywatne
Córką Manfreda Lachsa jest Malgosia Fitzmaurice, absolwentka Wydziału Prawa i Administracji Uniwersytetu Warszawskiego, która specjalizuje się w międzynarodowym prawie ochrony środowiska i prawie traktatów. 

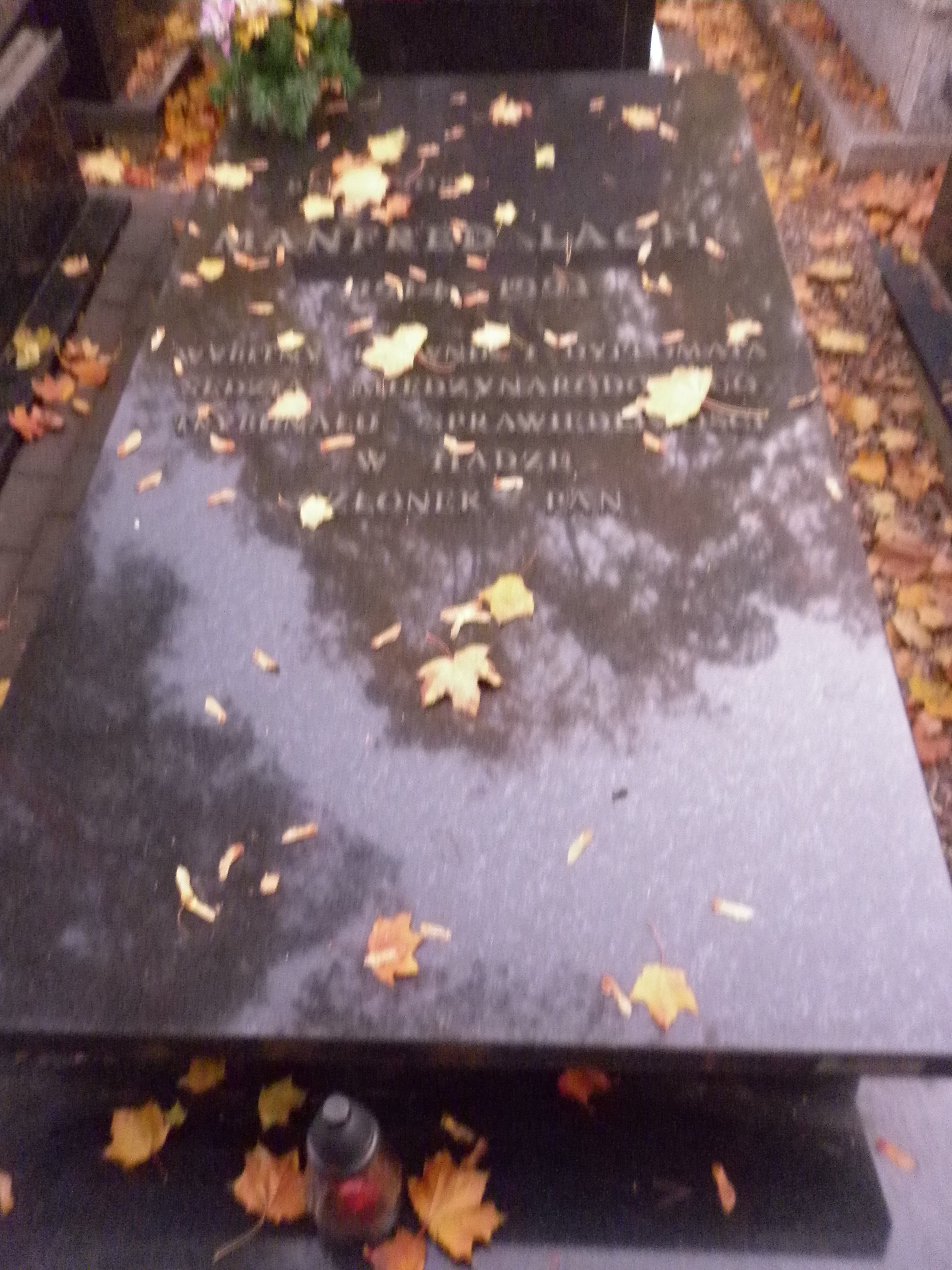
Grób na Wojskowych Powązkach

## Wybrane publikacje
- War Crimes (Londyn 1945)
- Umowy wielostronne (Warszawa 1958)
- The Law of Outer Space (1972)
- Rzecz o nauce prawa międzynarodowego (Wrocław 1986)

## Odznaczenia i ordery
- Krzyż Komandorski z Gwiazdą Orderu Odrodzenia Polski (1981)[4]
- Order Sztandaru Pracy I klasy (1964)[4]
- Krzyż Komandorski Orderu Odrodzenia Polski (1954)[11]
- Krzyż Oficerski Orderu Odrodzenia Polski (1951)[12]
- Złoty Krzyż Zasługi (1948)[13]
- Medal 10-lecia Polski Ludowej (1955)[14]

## Upamiętnienia
Od 1993 organizowany jest przez Międzynarodową Federację Astronautyczną Manfred Lachs Space Law Moot Court Competition. Z kolei Fundacja im. Manfreda Lachsa organizuje Konkurs imienia Profesora Manfreda Lachsa na najlepsze publikacje książkowe z zakresu prawa międzynarodowego.